# Uniwersytet Hacettepe
Uniwersytet Hacettepe (tur. Hacettepe Üniversitesi) – turecka uczelnia założona 8 lipca 1967 roku.

## Historia
Uniwersytet posiada dwa oddzielne kampusy. Jeden z nich jest położony w starej części Ankary w dzielnicy Sıhhiye i mieści centrum medyczne, drugi zaś – Kampus Beytepe mieści się w odległości 13 km od centrum miastem, który obejmuje 5,9 km² terenów) oraz dwa kampusy, które znajdują się w Keçiören oraz w Beşevler.

## Wydziały
- Nauk Gospodarczych i Administracyjnych, Edukacji
- Nauk Socjalnych
- Inżynierii, Sztuk Pięknych
- Literacki i Nauk Ścisłych
- Konserwatorium